# Olof Lidner
Olof Larsson Lidner, född 20 juni 1867 i Norra Åby i Södra Åby församling, Malmöhus län, död 3 februari 1949 i Helsingborgs Maria församling, Helsingborg, var en svensk musikdirektör.
Lidner avlade musikdirektörexamen vid Musikkonservatoriet i Stockholm 1893 och musiklärarexamen där 1894. Han var musikdirektör vid Skånska husarregementet i Helsingborg 1894–1925, dirigent för Helsingborgs teaterorkester 1894–1912, ledare av Helsingborgs musiksällskap 1896–1902 och sånglärare vid Nya elementarskolan för flickor 1897–1900. 
Lidner var initiativtagare till och ledare av folkkonserter 1901–11, ledare för Kvartettsångsällskapet 1904–13, en bland stiftarna av Nordvästra Skånes orkesterförening (senare Helsingborgs symfoniorkester) och dirigent för dess orkester 1912–39. Han anordnade och medverkade som altviolinist vid kammarmusikkonserter i Helsingborg, var tidvis ledare av Landskrona musiksällskap och förste förbundsdirigent för allmänna sången i Helsingborg 1927–41.
Lidner blev associerad med Musikaliska akademien 1904 och dess ledamot 1926.

## Priser och utmärkelser
- 1912 – Litteris et Artibus
- 1926 – Ledamot nr 590 av Kungliga Musikaliska Akademien
- 1946 – Medaljen för tonkonstens främjande